# Мартинюк Анатолій Іванович
Мартиню́к Анато́лій Іва́нович (нар. 9 травня 1966, с. Скоморошки, Вінницька область) — український поет. Член Національної спілки письменників України з 2016 року.

## Біографія
Народився 9 травня 1966 р. у с. Скоморошки Оратівського району Вінницької області. Випускник Вінницького державного педагогічного інституту ім. М. Островського (1989), Міжрегіональної академії управління персоналом (м. Київ). Голова комісії із розвитку та реалізації програм Федерації дзюдо Вінницької області, підприємець. Проживає і працює у м. Вінниці.

## Літературна діяльність
Автор кількох книг поезій:
- Вірші для нот Анни: лірика / А. І. Мартинюк. — Вінниця: Віноблдрукарня, 2003. — 43 с. — (Кузня поетів). — ISBN 966-8332-06-7;
- …Жити в тобі один сон: лірика / А. І. Мартинюк. — Вінниця: Тірас, 2004. — 64 с. — ISBN 966-8332-22-9;
- Коли сіль несолоною стала / Анатолій Мартинюк. — Вінниця: Діло, 2013. — 78 с.: портр., іл. — ISBN 978-617-662-038-9;

- Поетичні Уславлення: вірші / А. І. Мартинюк ; авт. передм. М. Ф. Каменюк. — Вінниця: ПП Балюк І. Б., 2014. — 36 с. — ISBN 978-617-530-178-4;
- Розкрилений Імажинізм: поезії / А. І. Мартинюк. — Вінниця, 2016.

Публікації в газеті «Літературна Україна», журналі «Вінницький край»,, колективних регіональних альманахах і збірках.

Ініціатор проведення з 2013 р. у Вінницькому літературно-меморіальному музеї М. М. Коцюбинського «поетичних п'ятниць», які згодом перетворились на засідання клубу поезії «Поетичний чайник».

## Премії та відзнаки
- Літературно-мистецька премія «Кришталева вишня» (2003);
- Лауреат всеукраїнського фестивалю поезії на Поділлі «Підкова Пегаса» (2015);
- Лауреат всеукраїнського літературного фестивалю «Відродження поезії» (Одеса, 2016, 2017).